# Kiritu
Kiritu (Duits: Kirritho) is een plaats in de Estlandse gemeente Saaremaa, provincie Saaremaa. De plaats heeft de status van dorp (Estisch: küla).
Tot in oktober 2017 behoorde Kiritu tot de gemeente Pihtla. In die maand ging Pihtla op in de fusiegemeente Saaremaa.

## Bevolking
Het dorp had 14 inwoners op 31 december 2011 en 11 inwoners op 31 december 2021.

## Geschiedenis
Kiritu werd voor het eerst genoemd in 1551 onder de naam Kirgew. In 1557 werd op grond in de dorpen Kiritu en Vatsküla een landgoed Pia gesticht. In 1574 werd de naam veranderd in Lodenhof (Estisch: Loode), naar Heinrich Lode, de eigenaar. In 1765 ging Lodenhof op in het landgoed Pichtendahl (Pihtla). Kerkelijk viel Kiritu onder het kerspel van Püha.
Pichtendahl wisselde vaak van eigenaar. In 1919 was de eigenaar een Zwitserse kaasfabrikant, Albert Jakob Schlup (1851–1929). Omdat hij buitenlander was, kon het onafhankelijk geworden Estland het landgoed niet onteigenen.
In de jaren 1977–1997 maakte Kiritu deel uit van Püha.